# Marseilleský oblouk
Jedná se o přímkovou plochu, jeden z konusoidů. Jako řídicí křivky zde jsou části kružnic různých poloměrů v rovnoběžných rovinách (spojnice jejich středů není kolmá na tyto roviny) a dále přímka kolmá k těmto rovinám. Plocha je pak tvořena přímkami, které protínají všechny tři řídicí křivky.

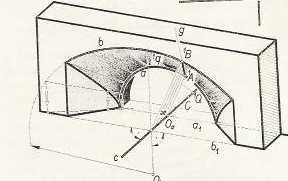
Plocha marseilleského oblouku v ruční kresbě
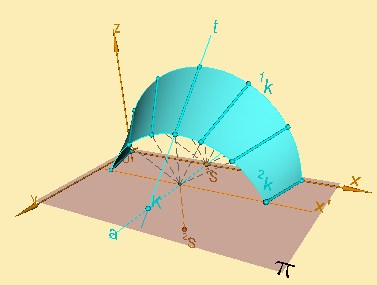
Plocha marseilleského oblouku nakreslená počítačem